# Wazuma
Le wazuma (和妻) est l'art traditionnel de la magie au Japon. Il remonte à l’époque Edo ; il était alors connu sous le nom de tezuma (手妻). Le nom actuel ne date que de l’ère Meiji, il a été inventé pour différencier la magie japonaise de la magie occidentale (yozuma),. En 1997, le wazuma a été inscrit au Patrimoine culturel immatériel du Japon,.

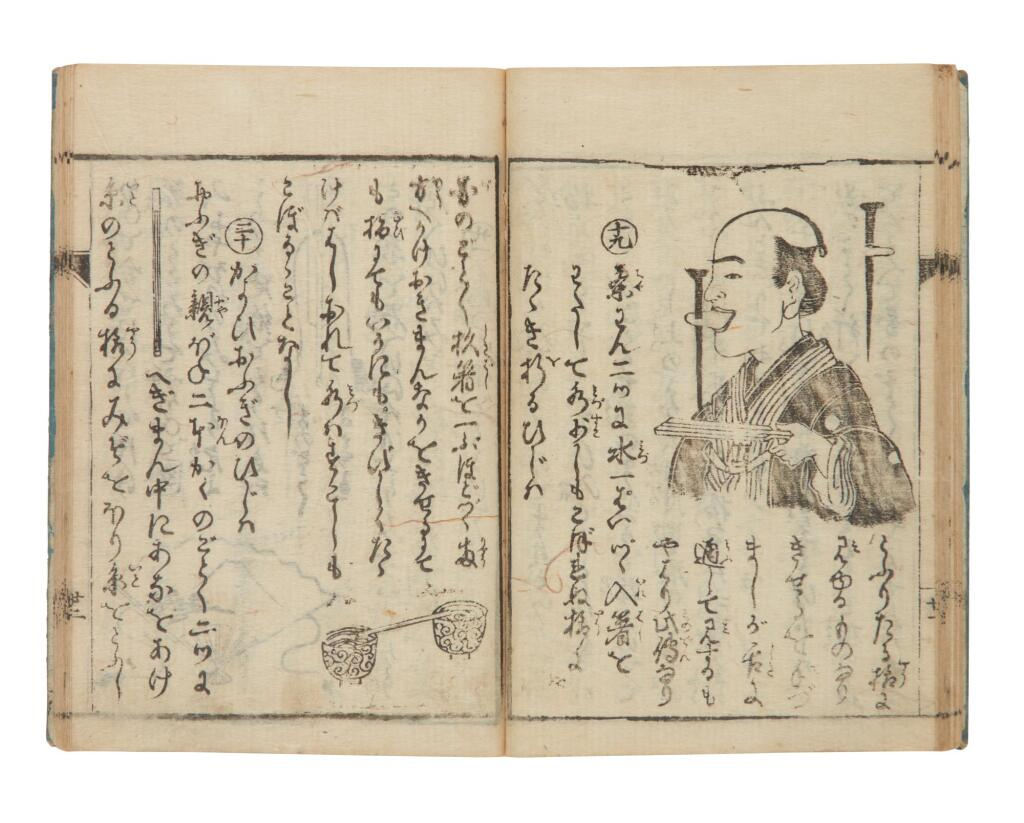
Illustration extraite de Fukui Chitokusai, Hiji hyakusen [trad. : Cent secrets de magie, trucs de médecine et de spiritualisme], Osaka, 1827.

## Tours[1]
- Apparition d'ombrelles colorées
- Envol de papillon de papiers

## Représentants célèbres
- Maki Kitami (mort en 2015)[5]
- Shintaro Fujiyama
- Yanagawa Itchosai[6]